# Pieces of a Dream (singel)
"Pieces of a Dream" to ballada pop rock stworzona przez Anastacię, Glena Ballarda i Davida Hodgesa na pierwszy album kompilacyjny Anastacii, Pieces of a Dream (2005). Wyprodukowany przez Hodgesa, utwór wydany został jako drugi singel promujący krążek dnia 11 listopada 2005 w Europie oraz 21 listopada 2005 w Wielkiej Brytanii.

## Teledysk
Teledysk do singla nagrywany był w dniach 17 - 18 września 2005 w Los Angeles oraz reżyserowany przez Davida Lippmana i Charlesa Mahlinga. Klip nakręcony został w barwach czarno-białych. Akcja videoclipu toczy się głównie w ciemnym lesie i nie posiada fabuły, gdyż zawiera różne sceny i serie, najprawdopodobniej ze względu na tytuł singla. Pomimo tego ukazuje Anastacię jako osobę niepoczytalną, mającą halucyjnacje takie jak zamrożona róża, czy ona sama płonąca. Następnie jest ona umieszczona w celi dla ludzi psychicznie chorych. Z finalnego ujęcia teledysku można wywnioskować, iż te sceny były częścią snu wokalistki.

## Listy utworów i formaty singla
Europejski/Brytyjski CD singel
1. "Pieces of a Dream" — 4:02
2. "Club Megamix Edit" — 5:16

Promocyjny remix Jasona Nevinsa
1. "Pieces of a Dream" [Jason Nevins Remix]

Promocyjny remiks singla
1. "Pieces of a Dream" [Jason Nevins Remix Edit]
2. "Pieces of a Dream" [Jason Nevins Remix]
3. "Left Outside Alone" [Humble Brothers Remix]

Radiowy singel promocyjny
1. "Pieces of a Dream" [Album Version]

## Pozycje na listach
| Lista przebojów (2005)   | Najwyższa pozycja |
| ------------------------ | ----------------- |
| Austria Singles Chart    | 29                |
| Holandia Top 40 Chart    | 8                 |
| Irlandia Singles Chart   | 26                |
| Niemcy Singles Chart     | 20                |
| Szwajcaria Singles Chart | 18                |
| Włochy Singles Chart     | 3                 |
| UK Singles Chart         | 48                |